# GOPC
GOPC‏ (Golgi associated PDZ and coiled-coil motif containing) هوَ بروتين يُشَفر بواسطة جين GOPC في الإنسان.